# ソムサック・シンチャチャワン
ソムサック・シンチャチャワン（タイ語: สมศักดิ์ ศิษย์ชัชวาลย์, 英語: Somsak Sithchatchawal、1977年7月17日 - ）は、タイのプロボクサー。元WBA世界スーパーバンタム級王者。

## 来歴
1995年12月8日、プロデビュー。
1996年12月7日、8戦目でIBFインターコンチネンタルスーパーフライ級王座を獲得。
1998年2月18日、ラタナチャイ・ソーウォラピン（ タイ）と対戦し、判定負け。キャリア初黒星となった。
1998年12月27日、WBF世界スーパーバンタム級王座を獲得。以後、5度の防衛に成功。
2001年6月9日、PABAスーパーバンタム級暫定王座決定戦で池田タカオ(日本)と対戦し、7回TKO勝ちで暫定王座を獲得した。タイ・ナコーンラーチャシーマー県でハリ・スアハリヤディ（インドネシア）に3回KO勝ちし暫定王座の3度目の防衛に成功した2002年3月8日に正規王座に認定され、最終的には暫定王座獲得から通算で21度の防衛に成功した。
2006年3月18日、フランス・オー＝ド＝セーヌ県・ ルヴァロワ＝ペレのパレ・デ・スポール・マルセル・セルダンでWBA世界スーパーバンタム級王者マヤル・モンシプール（フランス）と対戦し、10回2分47秒TKO勝ちで王座を獲得した。この試合はリングマガジン ファイト・オブ・ザ・イヤーに選出された。
2006年10月4日、タイ・ナコーンラーチャシーマー県のワット・バーン・ライでWBA世界スーパーバンタム級暫定王者セレスティーノ・カバジェロ（パナマ）と団体内王座統一戦で対戦し、3回1分48秒TKO負けを喫し王座統一に失敗、カバジェロに正規王座を譲り渡す結果となった。
2007年5月11日、村井勇希（日本 / グリーンツダジム）と対戦し、3-0の判定勝ち。
2008年3月31日、WBA世界スーパーバンタム級挑戦者決定戦でプーンサワット・クラティンデーンジム（タイ）と対戦し、11回0分34秒TKO負けを喫しバーナード・ダンへの挑戦権獲得に失敗した。
2009年6月19日、タイ・ムックダーハーン県で行われたPABAスーパーフェザー級暫定王座決定戦でエディ・コマロ（インドネシア）と対戦し、3-0の判定勝ちで王座を獲得した。
2009年10月9日、タイ・ソンクラー県のタクシン大学でダンテ・パウリノ（フィリピン）と防衛戦を行い、1-1（104-105、105-104、105-105）の判定で引分となったが、2度目の防衛に成功した。

## 獲得タイトル
- IBFインターコンチネンタルスーパーフライ級王座
- WBF世界スーパーバンタム級王座
- PABAスーパーバンタム級暫定王座（防衛3度）
- 第4代PABAスーパーバンタム級王座（防衛18度）
- WBA世界スーパーバンタム級王座（防衛0度）
- PABAスーパーフェザー級暫定王座（防衛2度）